# Monuments nationaux de Pale
Cet article recense les monuments nationaux situés sur le territoire de la municipalité de Pale en Bosnie-Herzégovine et dans la république serbe de Bosnie. La liste établie par la Commission pour la protection des monuments nationaux compte 5 monuments nationaux inscrits sur la liste principale.

## Monuments nationaux
| Monument                                          | Ville ou village | Géolocalisation | Datation                      | Commentaire éventuel                                          | Photo |
| ------------------------------------------------- | ---------------- | --------------- | ----------------------------- | ------------------------------------------------------------- | ----- |
| Maison de la famille Ceković                      | Pale             |                 | Seconde moitié du XIXe siècle |                                                               |       |
| Villa Hadžišabanović                              | Pale             |                 | 1912                          |                                                               |       |
| Nécropole de Mramorje (Buđ)                       | Buđ              |                 | Moyen Âge                     | Avec 127 stećci                                               |       |
| Église de la Dormition-de-la-Mère-de-Dieu de Pale | Pale             |                 | 1909                          | Église orthodoxe serbe ; avec ses biens mobiliers             |       |
| Église Saint-Joseph de Pale                       | Pale             |                 | 1911                          | Église catholique ; église en bois ; avec ses biens mobiliers |       |